# Miss Match
Miss Match är en amerikansk drama-komedi-TV-serie skapad av Jeff Rake och Darren Star av 20th Century Fox Television, Darren Star Productions och Imagine Television. Tv-serien sändes i USA på NBC under 2003. Av de 17 inspelade avsnitten visades endast 11 av dessa i USA, på grund av låga tittarsiffror. Resterande avsnitt har bland annat visats i Storbritannien och Australien.

## Handling
Kate Fox är skilsmässoadvokat på en byrå som hennes pappa Jerry driver. När hon inte jobbar brukar hon hjälpa folk att hitta en partner. Kate letar samtidigt själv efter sin stora kärlek.

## Rollista
- Kate Fox - Alicia Silverstone
- Jerry Fox - Ryan O'Neal
- Nick Paine - James Roday
- Claire - Jodi Long
- Victoria Carlson - Lake Bell
- Michael Mendelson - David Conrad